# Saint-Pierre-des-Landes

Saint-Pierre-des-Landes este o comună în departamentul Mayenne, Franța. În 2009 avea o populație de 975 de locuitori.